# Odbor za normu hrvatskoga standardnog jezika HAZU
Odbor za normu hrvatskoga standardnog jezika HAZU, stalno savjetodavno tijelo HAZU za sustavnu skrb o hrvatskome standardnom jeziku.

## Povijest
Osnovano je odlukom Predsjedništva HAZU od 29. siječnja 2020. godine.  Odbor će voditi sustavnu stručnu skrb o hrvatskom standardnom jeziku, raspravljati o nedoumicama i otvorenim pitanjima hrvatskoga standardnoga jezika; upozoravati na primjere nepoštovanja ustavne odredbe o hrvatskom kao službenom jeziku u Republici Hrvatskoj; promicati kulturu hrvatskoga standardnoga jezika i donositi preporuke o daljnjem normiranju hrvatskoga standardnoga jezika u onim pitanjima gdje u normi postoje ili nastanu nedoumice.

## Članovi
Predsjedništvo HAZU imenovalo je i prvi sastav Odbora na razdoblje od četiri godine. Predsjednikom Odbora imenovan je akademik Ranko Matasović, a članovima 25 filologa, 13 pravih članova i 12 članova suradnika Razreda za filološke znanosti HAZU. Abecedom prezimena to su: akademik Stjepan Babić, akademik Josip Bratulić, prof. dr. sc. Mario Brdar, akademik Stjepan Damjanović, akademkinja Dunja Fališevac, akademik Goran Filipi, prof. dr. sc. Anđela Frančić, prof. dr. sc. Darija Gabrić Bagarić, prof. dr. sc. Mario Grčević, akademik Eduard Hercigonja, akademik Mislav Ježić, prof. dr. sc. Amir Kapetanović, akademik August Kovačec, prof. dr. sc. Josip Lisac, akademkinja Antica Menac, prof. dr. sc. Mira Menac-Mihalić, prof. dr. sc. Milan Mihaljević, akademkinja Anica Nazor, akademik Darko Novaković, akademkinja Ivanka Petrović, prof. emerita dr. sc. Dubravka Sesar, prof. dr. sc. Marko Tadić, prof. dr. sc. Silvana Vranić, prof. dr. sc. Mateo Žagar i akademkinja Milena Žic Fuchs.

## Vanjske poveznice
- Odbor za normu hrvatskoga standardnog jezika HAZU, službeno mrežno mjesto
- Osnovan Odbor za normu hrvatskoga standardnoga jezika HAZU, www.hrstud.unizg.hr